# Форум стратегов
Фо́рум страте́гов (Общероссийский форум "Стратегическое планирование в регионах и городах России") — ежегодное деловое общероссийское мероприятие, проводимое в Санкт-Петербурге с 2002 года. Форум стратегов является площадкой для обсуждения методов и механизмов стратегического планирования и конструктивной дискуссии по самым важным и острым вопросам реализации стратегий и комплексных проектов развития городов и регионов Российской Федерации.
Ключевая миссия Форума — содействовать устойчивому социально-экономическому развитию городов и регионов России, поддерживая многосторонний диалог по поводу долгосрочных приоритетов развития, создавая и продвигая передовые стандарты управления развитием, формируя согласованный взгляд на системы территориального и стратегического планирования.

## История
I Общероссийский форум городов-лидеров стратегического планирования был проведён 18—19 апреля 2002 года под эгидой Леонтьевского центра и московского представительства Фонда Евразия. В работе Форума приняли участие более 100 человек, среди которых были представители федеральных органов власти и администраций более 50 муниципальных образований и субъектов Российской Федерации, а также эксперты международных донорских организаций (Всемирного Банка и других) и других консультационных и исследовательских организаций. Главными событиями Форума стали обмен опытом между российскими городами-лидерами стратегического планирования и обсуждение реальных результатов, а также ключевых факторов, сдерживающих процессы разработки и реализации стратегических документов.
Юбилейный XV Общероссийский форум «Стратегическое планирование в регионах и городах России: диалог в поисках согласованности», состоявшийся в 2016 году, в ходе двухдневной программы собрал более 1000 российских и зарубежных специалистов в области стратегического планирования. В программу форума вошло более 30 мероприятий. Одним из организаторов Форума — Министерством экономического развития Российской Федерации — было проведено несколько круглых столов: «Стратегия России», «Сценарии пространственного развития России и их социально-экономическая эффективность» и другие. Международную часть программы Форума представили мероприятия, посвящённые развитию приграничного сотрудничества и стратегического партнёрства между Россией и Европейским Союзом, в том числе в регионе Балтийского моря.
Заглавные темы Форума:
2002 год — реальные результаты
2003 год — технологии успеха
2004 год — на новом витке реформ
2005 год — измеряя результаты
2006 год — локализация национальных проектов
2007 год — интегрируя мировой опыт инноваций
2008 год — Стратегическое планирование в регионах и городах России
2009 год — посткризисный мир и новый этап стратегирования
2010 год — стратегии модернизации и модернизация стратегий
2011 год — ресурсы для развития
2012 год — потенциал интеграции
2013 год — выстраивая систему
2014 год — обновление стратегий, обновление смыслов
2015 год — пространство выбора и выбор пространства
2016 год — диалог в поисках согласованности
2017 год — инструменты и ресурсы реализации
2018 год — стейкхолдеры будущего
2019 год — национальные цели и эффекты для территорий
2020-2021 годы — реальность 2020 и повестка десятилетия
2022 год — стратегии эпохи турбулентности
2023 год — приземляя стратегии, укрепляя сотрудничество
2024 год — стратегии нового времени: суверенитет и партнерство
2025 год — стратегии реальных результатов: государство, общество и бизнес

## Организаторы
- Государственная Дума Федерального Собрания Российской Федерации
- Министерство экономического развития Российской Федерации
- Счетная палата Российской Федерации
- Правительство Санкт-Петербурга
- Российская академия народного хозяйства и государственной службы при Правительстве Российской Федерации
- Фонд «Центр стратегических разработок»
- МЦСЭИ «Леонтьевский центр»

## Отзывы
Бывший министр финансов Российской Федерации, председатель Счетной палаты Российской Федерации — Алексей Кудрин считает, что «Форум — это очень хорошая площадка для обмена опытом и получения новых знаний в области стратегического планирования».
Дмитрий Азаров, председатель Комитета Совета Федерации по федеративному устройству, региональной политике, местному самоуправлению и делам Севера (2014-2017 гг.): «За время существования Форума стратегов удалось направить в стратегическое русло мышление руководителей всех уровней».
Заместитель Председателя ВЭБ.РФ (главный экономист) – член Правления Андрей Клепач позитивно отзывался о Форуме: «Плодотворный обмен мнениями, дискуссии, проведенные в рамках Форума, предоставили участникам дополнительный импульс в работе по дальнейшему совершенствованию инструментов и механизмов развития субъектов Российской Федерации».
По мнению врио Губернатора Санкт-Петербурга Александра Беглова: «Форум стратегов – крупнейшая в России площадка для обсуждения вопросов стратегирования, улучшения городской среды, планирования и устойчивого развития регионов. Северная столица остается центром разработки и внедрения передовых идей. Здесь был принят первый в России стратегический план, а сегодня успешно реализуется долгосрочная Стратегия экономического и социального развития Санкт-Петербурга».  

Губернатор Санкт-Петербурга (2011-2018 гг.) Полтавченко также позитивно отзывался о Форуме: 
У меня нет сомнений, что такое широкое представительство и заинтересованное компетентное обсуждение ключевых проблем поможет, что называется, сверить часы.
По мнению вице-губернатора (2014-2018 гг.) Санкт-Петербурга Игоря Албина «Форум стратегов стал визитной карточкой Санкт-Петербурга».
Министр экономики Свердловской области Дмитрий Ноженко о Форуме: «Я участвую в Форуме от Свердловской области уже третий раз. И каждый раз выношу отсюда большой багаж знаний, для реализации их непосредственно в регионе. Я считаю, что это стабильная системная площадка, на который собираются профессионалы и обмениваются мнениями».
Министр экономики Калининградской области (2013-2016 гг.) Анастасия Кузнецова о Форуме: «Ежегодно, на протяжении 15 лет Форум... определяет основные стратегические направления развития страны, являясь, фактически, одной из главных дискуссионных площадок, на которой рассматриваются и обсуждаются комплексные проекты и стратегии городов и регионов Российской Федерации...».
Глава города Норильска (2012-2017 гг.) Олег Курилов о Форуме: «Форум …дал возможность обсудить идеи и планы развития российских регионов с точки зрения глобальных проблем и тенденций... Выступающие сделали глубокий анализ многих аспектов региональных проблем. Чрезвычайно полезным стал обмен мнениями между политиками, учеными и практиками. Конференция была замечательно подготовлена со всех точек зрения, начиная от предварительной работы организаторов с участниками и выбора приглашенных выступающих до непосредственного проведения заседаний и круглых столов».    